# Daisuke Sakata
Daisuke Sakata (坂田 大輔, Sakata Daisuke, Yokohama, 16 januari 1983) is een Japans voormalig voetballer die als aanvaller speelde.

## Carrière
Daisuke Sakata speelde tussen 2000 en 2011 voor Yokohama F. Marinos, Aris Thessaloniki en FC Tokyo. Hij tekende in 2012 bij Avispa Fukuoka.

## Japans voetbalelftal
Daisuke Sakata debuteerde in 2006 in het Japans nationaal elftal en speelde 1 interland.

## Statistieken
| Japans voetbalelftal | Japans voetbalelftal | Japans voetbalelftal |
| Jaar                 | Wed.                 | Dlp.                 |
| -------------------- | -------------------- | -------------------- |
| 2006                 | 1                    | 0                    |
| Totaal               | 1                    | 0                    |